# Championnats d'Europe de tir à l'arc en salle
Le Championnat d'Europe de tir à l'arc en salle est une compétition de tir à l'arc en salle, organisée par la World Archery Europe.

## Éditions
| N° | Année | Ville      | Pays      |
| -- | ----- | ---------- | --------- |
| 1  | 1983  | Falun      | Suède     |
| 2  | 1985  | Odense     | Danemark  |
| 3  | 1987  | Paris      | France    |
| 4  | 1989  | Athènes    | Grèce     |
| 5  | 1996  | Mol        | Belgique  |
| 6  | 1998  | Oldenbourg | Allemagne |

| N° | Année | Ville    | Pays     |
| -- | ----- | -------- | -------- |
| 7  | 2000  | Spała    | Pologne  |
| 8  | 2002  | Ankara   | Turquie  |
| 9  | 2004  | Sassari  | Italie   |
| 10 | 2006  | Jaén     | Espagne  |
| 11 | 2008  | Turin    | Italie   |
| 12 | 2010  | Poreč    | Croatie  |
| 13 | 2011  | Cambrils | Espagne  |
| 14 | 2013  | Rzeszów  | Pologne  |
| 15 | 2015  | Koper    | Slovénie |
| 16 | 2017  | Vittel   | France   |
| 17 | 2019  | Samsun   | Turquie  |

| N° | Année | Ville    | Pays     |
| -- | ----- | -------- | -------- |
| 18 | 2022  | Laško    | Slovénie |
| 19 | 2023  | Samsun   | Turquie  |
| 20 | 2024  | Varaždin | Croatie  |
| 21 | 2025  | Samsun   | Turquie  |
| 22 | 2026  | Plovdiv  | Bulgarie |

## Palmarès

### Arc classique
| Année | Individuel          | Individuel               | Par équipes      | Par équipes      |
| Année | Hommes              | Femmes                   | Hommes           | Femmes           |
| ----- | ------------------- | ------------------------ | ---------------- | ---------------- |
| 1983  | Vladimir Iecheïev   | Natalia Butuzova         | Union soviétique | Union soviétique |
| 1985  | Yury Leontyev       | Jelena Marfel            | Union soviétique | Union soviétique |
| 1987  | Igor Prokopiev      | Lyudmila Arzhannikova    | Union soviétique | Union soviétique |
| 1989  | Erwin Verstegen     | Natalia Valeeva          | Union soviétique | Union soviétique |
| 1996  | Alessandro Rivolta  | Natalia Valeeva          | Suède            | Allemagne        |
| 1998  | Lionel Torres       | Deniz Gunay              | Italie           | Ukraine          |
| 2000  | Hasan Orbay         | Natalia Nasaridze        | Italie           | Pologne          |
| 2002  | Viktor Ruban        | Natalia Valeeva          | Italie           | Ukraine          |
| 2004  | Jocelyn de Grandis  | Anna Puceva              | Ukraine          | Russie           |
| 2006  | Alessandro Rivolta  | Bérengère Schuh          | Ukraine          | Turquie          |
| 2008  | Marco Galiazzo      | Tetiana Doroczowa        | France           | Russie           |
| 2010  | Sebastian Rohrberg  | Natalia Valeeva          | Italie           | Ukraine          |
| 2011  | Mauro Nespoli       | Tatjana Borodaj          | Ukraine          | Géorgie          |
| 2013  | Rick van der Ven    | Natalia Erdyniyeva       | Pays-Bas         | Ukraine          |
| 2015  | Heorhiy İvanitski   | Veronika Haidn-Tschalova | Pays-Bas         | Allemagne        |
| 2017  | David Pasqualucci   | Veronika Marchenko       | Italie           | Pologne          |
| 2019  | Massimiliano Mandia | Sayana Tsyrempilova      | Russie           | Russie           |
| 2022  | Clément Jacquey     | Lisa Barbelin            | France           | Ukraine          |

### Arc à poulies
| Année | Individuel            | Individuel          | Par équipes | Par équipes |
| Année | Hommes                | Femmes              | Hommes      | Femmes      |
| ----- | --------------------- | ------------------- | ----------- | ----------- |
| 1983  | N/A                   | N/A                 | N/A         | N/A         |
| 1985  | N/A                   | N/A                 | N/A         | N/A         |
| 1987  | N/A                   | N/A                 | N/A         | N/A         |
| 1989  | N/A                   | N/A                 | N/A         | N/A         |
| 1996  | Mario Ruele           | Petra Ericsson      | Italie      | Suède       |
| 1998  | Dominique Giroud      | Valérie Fabre       | Suisse      | France      |
| 2000  | Jean-Marc Beaud       | Catherine Pellen    | Royaume-Uni | France      |
| 2002  | Tevz Grogi            | Olga Zandvliet      | France      | Italie      |
| 2004  | Peter Elzinga         | Sandrine Vandionant | Italie      | France      |
| 2006  | Jean-Marc Beaud       | Camilla Sømod       | Danemark    | Russie      |
| 2008  | Sergio Pagni          | Laura Longo         | Pays-Bas    | Russie      |
| 2010  | Sergio Pagni          | Anna Stanieczek     | France      | Croatie     |
| 2011  | Ruben Bleyendaal      | Marcella Tonioli    | Danemark    | Russie      |
| 2013  | Pierre-Julien Deloche | Ivana Buden         | Pays-Bas    | Italie      |
| 2015  | Sergio Pagni          | Sarah Prieels       | Pays-Bas    | Russie      |
| 2017  | Jacopo Polidori       | Alexandra Savenkova | Italie      | Danemark    |
| 2019  | Mike Schloesser       | Gizem Elmaagacli    | France      | Russie      |
| 2022  | Mike Schloesser       | Ella Gibson         | Pays-Bas    | Russie      |